# Heinrich Claasen
Heinrich E. Claasen (1842-1917) was een Helgolandse dichter. Hij schreef in het Helgolands (Halunder friisk), een Noord-Fries dialect. Enkele van zijn gedichten zijn:
- De letj Foameler en de Blömken
- Tu miin Wüf herrem föftis Börnsdai
- De Halunder uun ‘e Fremde
- Halunder Spreek
- Deät omgingen Stek
- Uun Sömmertid
- Iip Lun of Di bedrain Man
- Letj Djan

Enkele van deze gedichten zijn opgenomen in het Helgolandse boek Fan Boppen en Bedeeln